# Rehaut e Lissa
Rehaut-Lissa (en francès Réaup-Lisse) és un municipi francès situat al departament d'Òlt i Garona i a la regió de la Nova Aquitània.

## Demografia
| 1962                                       | 1968 | 1975 | 1982 | 1990 | 1999 | 2007 |
| ------------------------------------------ | ---- | ---- | ---- | ---- | ---- | ---- |
| 486                                        | 542  | 478  | 450  | 491  | 523  | 589  |
| Des de 1962: població sense dobles comptes |      |      |      |      |      |      |

## Administració
| Període   | Identitat     | Partit |
| --------- | ------------- | ------ |
| 2001-2008 | Annie Foraste | PCF    |
| 2008-     | Jacky Naille  |        |